# Кайласанатх
Храм Кайласанатх або Храм Кайлас (कैलास) — індуїстський храм, один з 34 відомих печерних храмів Еллори (поблизу Ауранґабаду, Індія)

## Історія
Храм Кайласанатх був розроблений так, щоб бути схожим на священну гору Кайлас в Тибеті, яка вважається обителлю Шиви. Саме Шиві і присвячено це святилище. Багато зі скульптур зображують цього індуїстського бога. Спочатку, будова було вкрита товстим шаром білої штукатурки і виглядала так, немов вкрита снігом, як священна гора. Деякі сліди штукатурки збереглися до наших днів. У кам'яних залах знаходяться скульптури і статуї бога Шиви в різних його формах й діях, від гри в кості до церемонії одруження.
Роботи почалися при королі Кріша I з династії Раштракутів у 756 році. Основні роботи було завершено у 776 році. Втім додаткові роботи тривали понад 100 років.

## Опис
Храм Кайласанатх — печера під номером 16. Хоча насправді він знаходиться не в печері, просто усі 34 печери Елора пронумеровані і Кайлаш відноситься до 16. Будівля, яку було вирізано в скелі, виявилася мовби на поверхні пагорба. У результаті споруда вільно стоїть в комплексі з внутрішніми приміщеннями.
Храм займає площу в два рази більше афінського Парфенона в Греції. Це один з найбільших храмів в світі, що змагається навіть з Тадж Махалом в Агрі. Він піднімається більш ніж на 90 метрів у висоту та досягає 60 м у ширину, майже вся його поверхня покрита химерним різьбленням.
Навіть скульптури вирізані з одного цільного шматка породи, як і інша частина храму. До їх числа відносяться величезні слони, стовпи і колони, великий двір, 3-рівневі башти і навіть другий та третій рівні будівлі.
Вхід у храм веде через масивні ворота у внутрішній двір, прикрашений статуями слонів, які, здається, підтримують масивні стіни, священного бика Нанді, а також різьбленими левами. Можна побачити скульптуру демона Равани, який намагається піднятися на гору Кайлаш в обитель Шиви. У дворику ще один храм — священного Нанді, який з'єднаний з головною будівлею величезним кам'яним мостом.